# Lista di asteroidi (702001-703000)
Di seguito una lista di asteroidi dal numero 702001  al 703000 con data di scoperta e scopritore.

## 702001–702100
| Nome   | Designazione provvisoria | Data di scoperta  | Scopritore                |
| ------ | ------------------------ | ----------------- | ------------------------- |
| 702001 | 2005 UR483               | 1 ottobre 2005    | LONEOS                    |
| 702002 | 2005 UQ487               | 3 ottobre 2005    | CSS                       |
| 702003 | 2005 UH492               | 24 ottobre 2005   | NEAT                      |
| 702004 | 2005 UZ500               | 27 ottobre 2005   | CSS                       |
| 702005 | 2005 UF519               | 28 gennaio 2007   | Spacewatch                |
| 702006 | 2005 UN520               | 27 dicembre 2006  | Mount Lemmon Survey       |
| 702007 | 2005 UF521               | 27 ottobre 2005   | SDSS Collaboration        |
| 702008 | 2005 UF531               | 29 ottobre 2005   | Spacewatch                |
| 702009 | 2005 UA534               | 28 ottobre 2005   | Spacewatch                |
| 702010 | 2005 UU534               | 31 dicembre 2013  | Spacewatch                |
| 702011 | 2005 UA535               | 26 settembre 2013 | Mount Lemmon Survey       |
| 702012 | 2005 UC535               | 12 aprile 2012    | Pan-STARRS                |
| 702013 | 2005 UH535               | 22 ottobre 2005   | Spacewatch                |
| 702014 | 2005 UR535               | 14 agosto 2012    | Pan-STARRS                |
| 702015 | 2005 UA536               | 14 luglio 2016    | Pan-STARRS                |
| 702016 | 2005 UD536               | 24 ottobre 2005   | Osservatorio di Mauna Kea |
| 702017 | 2005 UP536               | 14 marzo 2012     | Mount Lemmon Survey       |
| 702018 | 2005 UQ539               | 25 ottobre 2005   | CSS                       |
| 702019 | 2005 UB540               | 28 ottobre 2005   | Mount Lemmon Survey       |
| 702020 | 2005 UL540               | 1 ottobre 2014    | Pan-STARRS                |
| 702021 | 2005 UR544               | 27 ottobre 2005   | Spacewatch                |
| 702022 | 2005 UT544               | 24 dicembre 2017  | Pan-STARRS                |
| 702023 | 2005 UX545               | 2 giugno 2016     | Pan-STARRS                |
| 702024 | 2005 UM554               | 29 ottobre 2005   | Spacewatch                |
| 702025 | 2005 UH555               | 24 maggio 2020    | Pan-STARRS                |
| 702026 | 2005 UK555               | 28 ottobre 2005   | Mount Lemmon Survey       |
| 702027 | 2005 UN559               | 27 ottobre 2005   | Spacewatch                |
| 702028 | 2005 VP2                 | 3 novembre 2005   | Mount Lemmon Survey       |
| 702029 | 2005 VZ9                 | 2 novembre 2005   | Mount Lemmon Survey       |
| 702030 | 2005 VV22                | 1 novembre 2005   | Spacewatch                |
| 702031 | 2005 VW22                | 1 novembre 2005   | Spacewatch                |
| 702032 | 2005 VM26                | 3 novembre 2005   | Mount Lemmon Survey       |
| 702033 | 2005 VF27                | 3 novembre 2005   | Mount Lemmon Survey       |
| 702034 | 2005 VC37                | 3 novembre 2005   | Mount Lemmon Survey       |
| 702035 | 2005 VN40                | 4 novembre 2005   | Mount Lemmon Survey       |
| 702036 | 2005 VT55                | 4 novembre 2005   | Spacewatch                |
| 702037 | 2005 VM63                | 30 ottobre 2005   | Spacewatch                |
| 702038 | 2005 VM73                | 6 novembre 2005   | Spacewatch                |
| 702039 | 2005 VQ86                | 5 novembre 2005   | Mount Lemmon Survey       |
| 702040 | 2005 VA91                | 6 novembre 2005   | Spacewatch                |
| 702041 | 2005 VZ108               | 6 novembre 2005   | Mount Lemmon Survey       |
| 702042 | 2005 VL116               | 11 novembre 2005  | Spacewatch                |
| 702043 | 2005 VN130               | 26 ottobre 2005   | SDSS Collaboration        |
| 702044 | 2005 VE131               | 17 febbraio 2007  | Mount Lemmon Survey       |
| 702045 | 2005 VN132               | 27 ottobre 2005   | SDSS Collaboration        |
| 702046 | 2005 VX134               | 6 dicembre 2015   | Mount Lemmon Survey       |
| 702047 | 2005 VD139               | 12 novembre 2005  | Spacewatch                |
| 702048 | 2005 VY139               | 15 dicembre 2009  | Mount Lemmon Survey       |
| 702049 | 2005 VA140               | 5 novembre 2005   | Spacewatch                |
| 702050 | 2005 VD142               | 31 marzo 2011     | Pan-STARRS                |
| 702051 | 2005 VP142               | 4 settembre 2011  | Pan-STARRS                |
| 702052 | 2005 VS143               | 30 settembre 2005 | Mount Lemmon Survey       |
| 702053 | 2005 VH144               | 20 gennaio 2013   | Spacewatch                |
| 702054 | 2005 VQ144               | 27 febbraio 2012  | Pan-STARRS                |
| 702055 | 2005 VC145               | 21 maggio 2017    | Pan-STARRS                |
| 702056 | 2005 VH146               | 27 marzo 2017     | Pan-STARRS                |
| 702057 | 2005 VW148               | 20 agosto 2014    | Pan-STARRS                |
| 702058 | 2005 VE150               | 17 settembre 2010 | Mount Lemmon Survey       |
| 702059 | 2005 VK151               | 5 novembre 2005   | Mount Lemmon Survey       |
| 702060 | 2005 VN154               | 4 novembre 2005   | Mount Lemmon Survey       |
| 702061 | 2005 VU155               | 12 novembre 2005  | Spacewatch                |
| 702062 | 2005 VM156               | 7 novembre 2005   | Osservatorio di Mauna Kea |
| 702063 | 2005 VA157               | 3 novembre 2005   | Spacewatch                |
| 702064 | 2005 VV157               | 1 novembre 2005   | Spacewatch                |
| 702065 | 2005 WE9                 | 12 novembre 2005  | Spacewatch                |
| 702066 | 2005 WA15                | 27 ottobre 2005   | Mount Lemmon Survey       |
| 702067 | 2005 WX22                | 12 novembre 2005  | Spacewatch                |
| 702068 | 2005 WD30                | 21 novembre 2005  | Spacewatch                |
| 702069 | 2005 WX36                | 22 novembre 2005  | Spacewatch                |
| 702070 | 2005 WZ38                | 25 ottobre 2005   | Mount Lemmon Survey       |
| 702071 | 2005 WU41                | 18 ottobre 2001   | NEAT                      |
| 702072 | 2005 WH45                | 28 ottobre 2005   | Mount Lemmon Survey       |
| 702073 | 2005 WR52                | 25 novembre 2005  | Mount Lemmon Survey       |
| 702074 | 2005 WN64                | 27 ottobre 2005   | Mount Lemmon Survey       |
| 702075 | 2005 WV70                | 23 febbraio 2012  | Mount Lemmon Survey       |
| 702076 | 2005 WK78                | 25 novembre 2005  | Spacewatch                |
| 702077 | 2005 WC88                | 28 novembre 2005  | Mount Lemmon Survey       |
| 702078 | 2005 WB128               | 25 novembre 2005  | Mount Lemmon Survey       |
| 702079 | 2005 WG128               | 25 novembre 2005  | Mount Lemmon Survey       |
| 702080 | 2005 WT128               | 25 novembre 2005  | Mount Lemmon Survey       |
| 702081 | 2005 WH131               | 25 novembre 2005  | Mount Lemmon Survey       |
| 702082 | 2005 WW139               | 3 febbraio 2012   | Pan-STARRS                |
| 702083 | 2005 WA146               | 25 novembre 2005  | Spacewatch                |
| 702084 | 2005 WJ162               | 25 agosto 2004    | Spacewatch                |
| 702085 | 2005 WL174               | 26 novembre 2005  | Spacewatch                |
| 702086 | 2005 WG188               | 30 novembre 2005  | Spacewatch                |
| 702087 | 2005 WA204               | 25 novembre 2005  | Mount Lemmon Survey       |
| 702088 | 2005 WM214               | 24 gennaio 2012   | Pan-STARRS                |
| 702089 | 2005 WD215               | 15 febbraio 2013  | Pan-STARRS                |
| 702090 | 2005 WL217               | 26 novembre 2005  | Mount Lemmon Survey       |
| 702091 | 2005 WO219               | 30 novembre 2005  | Mount Lemmon Survey       |
| 702092 | 2005 XU12                | 12 novembre 2005  | Spacewatch                |
| 702093 | 2005 XK15                | 1 dicembre 2005   | Mount Lemmon Survey       |
| 702094 | 2005 XX15                | 1 agosto 2000     | M. W. Buie, S. D. Kern    |
| 702095 | 2005 XO17                | 1 dicembre 2005   | Spacewatch                |
| 702096 | 2005 XR17                | 1 dicembre 2005   | Spacewatch                |
| 702097 | 2005 XL19                | 2 dicembre 2005   | Spacewatch                |
| 702098 | 2005 XT22                | 29 ottobre 2005   | Mount Lemmon Survey       |
| 702099 | 2005 XX30                | 1 dicembre 2005   | Spacewatch                |
| 702100 | 2005 XP53                | 3 novembre 2005   | Spacewatch                |

## 702101–702200
| Nome   | Designazione provvisoria | Data di scoperta  | Scopritore                 |
| ------ | ------------------------ | ----------------- | -------------------------- |
| 702101 | 2005 XC68                | 6 dicembre 2005   | Spacewatch                 |
| 702102 | 2005 XF72                | 6 dicembre 2005   | Spacewatch                 |
| 702103 | 2005 XQ75                | 30 novembre 2005  | Spacewatch                 |
| 702104 | 2005 XJ77                | 8 dicembre 2005   | Spacewatch                 |
| 702105 | 2005 XD78                | 28 ottobre 2005   | Spacewatch                 |
| 702106 | 2005 XO81                | 7 dicembre 2005   | Spacewatch                 |
| 702107 | 2005 XM88                | 5 dicembre 2005   | Spacewatch                 |
| 702108 | 2005 XP94                | 30 settembre 2005 | Mount Lemmon Survey        |
| 702109 | 2005 XC101               | 1 dicembre 2005   | L. H. Wasserman, R. Millis |
| 702110 | 2005 XR103               | 1 dicembre 2005   | L. H. Wasserman, R. Millis |
| 702111 | 2005 XV107               | 30 ottobre 2005   | Spacewatch                 |
| 702112 | 2005 XY116               | 4 dicembre 2005   | Spacewatch                 |
| 702113 | 2005 XG118               | 23 febbraio 2007  | Mount Lemmon Survey        |
| 702114 | 2005 XZ119               | 2 dicembre 2005   | Mount Lemmon Survey        |
| 702115 | 2005 XM120               | 8 gennaio 2010    | Mount Lemmon Survey        |
| 702116 | 2005 XR120               | 7 dicembre 2005   | Spacewatch                 |
| 702117 | 2005 XU120               | 19 settembre 2014 | Pan-STARRS                 |
| 702118 | 2005 XX120               | 21 marzo 2010     | Spacewatch                 |
| 702119 | 2005 XK121               | 30 aprile 2011    | Mount Lemmon Survey        |
| 702120 | 2005 XC122               | 4 agosto 2011     | Pan-STARRS                 |
| 702121 | 2005 XG125               | 4 dicembre 2005   | Mount Lemmon Survey        |
| 702122 | 2005 XO125               | 5 settembre 2010  | Mount Lemmon Survey        |
| 702123 | 2005 XC126               | 10 aprile 2018    | Mount Lemmon Survey        |
| 702124 | 2005 XD126               | 22 gennaio 2013   | Mount Lemmon Survey        |
| 702125 | 2005 XH126               | 5 dicembre 2008   | Spacewatch                 |
| 702126 | 2005 XR126               | 9 gennaio 2016    | Pan-STARRS                 |
| 702127 | 2005 XH127               | 1 dicembre 2005   | Spacewatch                 |
| 702128 | 2005 XH130               | 27 agosto 2014    | Pan-STARRS                 |
| 702129 | 2005 XC131               | 14 maggio 2008    | Mount Lemmon Survey        |
| 702130 | 2005 XM131               | 3 novembre 2015   | Mount Lemmon Survey        |
| 702131 | 2005 XJ132               | 1 dicembre 2005   | Mount Lemmon Survey        |
| 702132 | 2005 XV132               | 8 dicembre 2005   | Spacewatch                 |
| 702133 | 2005 XF133               | 2 dicembre 2005   | Spacewatch                 |
| 702134 | 2005 XB136               | 1 dicembre 2005   | L. H. Wasserman, R. Millis |
| 702135 | 2005 YR9                 | 25 novembre 2005  | Spacewatch                 |
| 702136 | 2005 YD20                | 24 dicembre 2005  | Spacewatch                 |
| 702137 | 2005 YS21                | 24 dicembre 2005  | Spacewatch                 |
| 702138 | 2005 YQ69                | 26 dicembre 2005  | Spacewatch                 |
| 702139 | 2005 YS74                | 8 dicembre 2005   | Spacewatch                 |
| 702140 | 2005 YU74                | 5 dicembre 2005   | Spacewatch                 |
| 702141 | 2005 YW75                | 24 dicembre 2005  | Spacewatch                 |
| 702142 | 2005 YG78                | 24 dicembre 2005  | Spacewatch                 |
| 702143 | 2005 YK99                | 10 dicembre 2005  | Spacewatch                 |
| 702144 | 2005 YU111               | 25 dicembre 2005  | Spacewatch                 |
| 702145 | 2005 YO113               | 25 dicembre 2005  | Spacewatch                 |
| 702146 | 2005 YF138               | 26 dicembre 2005  | Spacewatch                 |
| 702147 | 2005 YX138               | 1 dicembre 2005   | Mount Lemmon Survey        |
| 702148 | 2005 YH144               | 29 novembre 2005  | Mount Lemmon Survey        |
| 702149 | 2005 YV150               | 25 dicembre 2005  | Spacewatch                 |
| 702150 | 2005 YT152               | 6 dicembre 2005   | Spacewatch                 |
| 702151 | 2005 YC159               | 27 dicembre 2005  | Spacewatch                 |
| 702152 | 2005 YQ160               | 27 dicembre 2005  | Spacewatch                 |
| 702153 | 2005 YP166               | 27 dicembre 2005  | Spacewatch                 |
| 702154 | 2005 YC169               | 30 dicembre 2005  | Spacewatch                 |
| 702155 | 2005 YX169               | 31 dicembre 2005  | Spacewatch                 |
| 702156 | 2005 YP174               | 29 dicembre 2005  | NEAT                       |
| 702157 | 2005 YW198               | 25 dicembre 2005  | Spacewatch                 |
| 702158 | 2005 YL203               | 21 agosto 2019    | Mount Lemmon Survey        |
| 702159 | 2005 YQ215               | 2 dicembre 2005   | Spacewatch                 |
| 702160 | 2005 YM224               | 24 dicembre 2005  | Spacewatch                 |
| 702161 | 2005 YL230               | 26 dicembre 2005  | Spacewatch                 |
| 702162 | 2005 YM230               | 26 dicembre 2005  | Spacewatch                 |
| 702163 | 2005 YS235               | 28 dicembre 2005  | Spacewatch                 |
| 702164 | 2005 YG240               | 29 dicembre 2005  | Mount Lemmon Survey        |
| 702165 | 2005 YW242               | 30 dicembre 2005  | Spacewatch                 |
| 702166 | 2005 YL243               | 30 dicembre 2005  | Spacewatch                 |
| 702167 | 2005 YL245               | 30 dicembre 2005  | Mount Lemmon Survey        |
| 702168 | 2005 YW250               | 28 dicembre 2005  | Spacewatch                 |
| 702169 | 2005 YU254               | 30 dicembre 2005  | Spacewatch                 |
| 702170 | 2005 YH255               | 30 dicembre 2005  | Spacewatch                 |
| 702171 | 2005 YZ262               | 25 dicembre 2005  | Spacewatch                 |
| 702172 | 2005 YJ263               | 5 dicembre 2005   | Mount Lemmon Survey        |
| 702173 | 2005 YN266               | 27 dicembre 2005  | Spacewatch                 |
| 702174 | 2005 YO270               | 1 dicembre 2005   | Mount Lemmon Survey        |
| 702175 | 2005 YO286               | 30 dicembre 2005  | Spacewatch                 |
| 702176 | 2005 YJ294               | 13 novembre 2010  | Spacewatch                 |
| 702177 | 2005 YS294               | 23 aprile 2007    | Mount Lemmon Survey        |
| 702178 | 2005 YH296               | 8 ottobre 2012    | Pan-STARRS                 |
| 702179 | 2005 YP299               | 9 novembre 2009   | Spacewatch                 |
| 702180 | 2006 AR1                 | 2 gennaio 2006    | Mount Lemmon Survey        |
| 702181 | 2006 AF6                 | 27 dicembre 2005  | CSS                        |
| 702182 | 2006 AQ17                | 28 dicembre 2005  | Spacewatch                 |
| 702183 | 2006 AJ27                | 5 gennaio 2006    | Mount Lemmon Survey        |
| 702184 | 2006 AV29                | 2 gennaio 2006    | Mount Lemmon Survey        |
| 702185 | 2006 AU44                | 7 gennaio 2006    | Mount Lemmon Survey        |
| 702186 | 2006 AZ52                | 22 dicembre 2005  | Spacewatch                 |
| 702187 | 2006 AS53                | 5 gennaio 2006    | Spacewatch                 |
| 702188 | 2006 AC59                | 4 gennaio 2006    | Spacewatch                 |
| 702189 | 2006 AC61                | 28 dicembre 2005  | Spacewatch                 |
| 702190 | 2006 AK76                | 29 dicembre 2005  | Spacewatch                 |
| 702191 | 2006 AG80                | 5 gennaio 2006    | Mount Lemmon Survey        |
| 702192 | 2006 AX87                | 10 agosto 2004    | A. Boattini, F. De Luise   |
| 702193 | 2006 AR89                | 5 gennaio 2006    | Spacewatch                 |
| 702194 | 2006 AL92                | 7 gennaio 2006    | Mount Lemmon Survey        |
| 702195 | 2006 AC93                | 7 gennaio 2006    | Spacewatch                 |
| 702196 | 2006 AR108               | 10 gennaio 2006   | Mount Lemmon Survey        |
| 702197 | 2006 AF109               | 15 ottobre 2009   | Mount Lemmon Survey        |
| 702198 | 2006 AJ109               | 8 gennaio 2006    | Spacewatch                 |
| 702199 | 2006 AM109               | 4 gennaio 2006    | Spacewatch                 |
| 702200 | 2006 AN110               | 18 gennaio 2015   | Pan-STARRS                 |

## 702201–702300
| Nome   | Designazione provvisoria | Data di scoperta  | Scopritore                 |
| ------ | ------------------------ | ----------------- | -------------------------- |
| 702201 | 2006 AQ111               | 24 dicembre 2005  | Spacewatch                 |
| 702202 | 2006 AW111               | 26 gennaio 2017   | Mount Lemmon Survey        |
| 702203 | 2006 AK112               | 1 ottobre 2014    | Pan-STARRS                 |
| 702204 | 2006 AE113               | 4 settembre 2014  | Pan-STARRS                 |
| 702205 | 2006 AJ113               | 6 giugno 2018     | Pan-STARRS                 |
| 702206 | 2006 AS113               | 10 dicembre 2010  | Mount Lemmon Survey        |
| 702207 | 2006 AZ114               | 9 gennaio 2006    | Spacewatch                 |
| 702208 | 2006 AL115               | 5 gennaio 2006    | Spacewatch                 |
| 702209 | 2006 AB116               | 7 gennaio 2006    | Mount Lemmon Survey        |
| 702210 | 2006 AD116               | 5 gennaio 2006    | Spacewatch                 |
| 702211 | 2006 AO117               | 8 gennaio 2006    | Mount Lemmon Survey        |
| 702212 | 2006 AS117               | 7 gennaio 2006    | Spacewatch                 |
| 702213 | 2006 BK                  | 18 gennaio 2006   | CSS                        |
| 702214 | 2006 BB5                 | 16 gennaio 1996   | Spacewatch                 |
| 702215 | 2006 BC5                 | 21 gennaio 2006   | Spacewatch                 |
| 702216 | 2006 BD12                | 21 gennaio 2006   | Spacewatch                 |
| 702217 | 2006 BA16                | 8 gennaio 2006    | Spacewatch                 |
| 702218 | 2006 BK24                | 8 gennaio 2006    | Mount Lemmon Survey        |
| 702219 | 2006 BU29                | 23 gennaio 2006   | Spacewatch                 |
| 702220 | 2006 BK35                | 23 gennaio 2006   | Spacewatch                 |
| 702221 | 2006 BF41                | 22 gennaio 2006   | Mount Lemmon Survey        |
| 702222 | 2006 BK42                | 23 gennaio 2006   | Spacewatch                 |
| 702223 | 2006 BL48                | 25 gennaio 2006   | Spacewatch                 |
| 702224 | 2006 BG49                | 7 gennaio 2006    | Spacewatch                 |
| 702225 | 2006 BT50                | 25 gennaio 2006   | Spacewatch                 |
| 702226 | 2006 BF58                | 23 gennaio 2006   | Mount Lemmon Survey        |
| 702227 | 2006 BL68                | 2 dicembre 2005   | L. H. Wasserman, R. Millis |
| 702228 | 2006 BF78                | 23 gennaio 2006   | Mount Lemmon Survey        |
| 702229 | 2006 BE79                | 25 maggio 2001    | NEAT                       |
| 702230 | 2006 BG85                | 25 gennaio 2006   | Spacewatch                 |
| 702231 | 2006 BK112               | 25 gennaio 2006   | Spacewatch                 |
| 702232 | 2006 BG113               | 25 gennaio 2006   | Spacewatch                 |
| 702233 | 2006 BT122               | 26 gennaio 2006   | Spacewatch                 |
| 702234 | 2006 BV132               | 21 novembre 2001  | SDSS Collaboration         |
| 702235 | 2006 BK134               | 27 gennaio 2006   | Mount Lemmon Survey        |
| 702236 | 2006 BQ137               | 28 gennaio 2006   | Mount Lemmon Survey        |
| 702237 | 2006 BG141               | 25 gennaio 2006   | Spacewatch                 |
| 702238 | 2006 BM151               | 25 gennaio 2006   | Spacewatch                 |
| 702239 | 2006 BJ159               | 7 novembre 2005   | Osservatorio di Mauna Kea  |
| 702240 | 2006 BK162               | 26 gennaio 2006   | Mount Lemmon Survey        |
| 702241 | 2006 BS166               | 26 gennaio 2006   | Mount Lemmon Survey        |
| 702242 | 2006 BW167               | 7 ottobre 2005    | Osservatorio di Mauna Kea  |
| 702243 | 2006 BY169               | 3 agosto 2014     | Pan-STARRS                 |
| 702244 | 2006 BC174               | 27 gennaio 2006   | Spacewatch                 |
| 702245 | 2006 BV175               | 27 gennaio 2006   | Spacewatch                 |
| 702246 | 2006 BT176               | 27 gennaio 2006   | Spacewatch                 |
| 702247 | 2006 BJ180               | 11 settembre 2004 | Spacewatch                 |
| 702248 | 2006 BN193               | 30 gennaio 2006   | Spacewatch                 |
| 702249 | 2006 BP205               | 31 gennaio 2006   | Mount Lemmon Survey        |
| 702250 | 2006 BM206               | 5 gennaio 2006    | Mount Lemmon Survey        |
| 702251 | 2006 BW208               | 21 settembre 2000 | R. Millis, R. M. Wagner    |
| 702252 | 2006 BH209               | 31 gennaio 2006   | Mount Lemmon Survey        |
| 702253 | 2006 BU212               | 2 febbraio 2006   | Spacewatch                 |
| 702254 | 2006 BL218               | 27 gennaio 2006   | Mount Lemmon Survey        |
| 702255 | 2006 BO224               | 30 gennaio 2006   | Spacewatch                 |
| 702256 | 2006 BX228               | 31 gennaio 2006   | Spacewatch                 |
| 702257 | 2006 BE234               | 31 gennaio 2006   | Spacewatch                 |
| 702258 | 2006 BR234               | 31 gennaio 2006   | Spacewatch                 |
| 702259 | 2006 BN237               | 31 gennaio 2006   | Spacewatch                 |
| 702260 | 2006 BM241               | 31 gennaio 2006   | Spacewatch                 |
| 702261 | 2006 BY241               | 31 gennaio 2006   | Spacewatch                 |
| 702262 | 2006 BC244               | 31 gennaio 2006   | Spacewatch                 |
| 702263 | 2006 BG244               | 25 gennaio 2006   | Spacewatch                 |
| 702264 | 2006 BL249               | 31 gennaio 2006   | Spacewatch                 |
| 702265 | 2006 BX249               | 31 gennaio 2006   | Mount Lemmon Survey        |
| 702266 | 2006 BO252               | 31 gennaio 2006   | Spacewatch                 |
| 702267 | 2006 BX253               | 31 gennaio 2006   | Spacewatch                 |
| 702268 | 2006 BY254               | 31 gennaio 2006   | Spacewatch                 |
| 702269 | 2006 BA257               | 31 gennaio 2006   | Spacewatch                 |
| 702270 | 2006 BZ259               | 31 gennaio 2006   | Mount Lemmon Survey        |
| 702271 | 2006 BM260               | 31 gennaio 2006   | Spacewatch                 |
| 702272 | 2006 BC261               | 31 gennaio 2006   | Mount Lemmon Survey        |
| 702273 | 2006 BL284               | 28 settembre 2008 | Mount Lemmon Survey        |
| 702274 | 2006 BM285               | 16 febbraio 2015  | Pan-STARRS                 |
| 702275 | 2006 BG286               | 22 gennaio 2006   | Mount Lemmon Survey        |
| 702276 | 2006 BZ286               | 23 gennaio 2006   | Spacewatch                 |
| 702277 | 2006 BB287               | 23 gennaio 2006   | Spacewatch                 |
| 702278 | 2006 BJ288               | 3 giugno 2011     | Mount Lemmon Survey        |
| 702279 | 2006 BL288               | 30 gennaio 2006   | Spacewatch                 |
| 702280 | 2006 BO288               | 31 gennaio 2006   | Spacewatch                 |
| 702281 | 2006 BX288               | 31 agosto 2011    | Pan-STARRS                 |
| 702282 | 2006 BE289               | 31 gennaio 2006   | Spacewatch                 |
| 702283 | 2006 BV289               | 30 gennaio 2006   | Spacewatch                 |
| 702284 | 2006 BX289               | 4 ottobre 2013    | Mount Lemmon Survey        |
| 702285 | 2006 BL291               | 27 agosto 2014    | Pan-STARRS                 |
| 702286 | 2006 BV291               | 26 gennaio 2006   | Mount Lemmon Survey        |
| 702287 | 2006 BE293               | 27 gennaio 2006   | Mount Lemmon Survey        |
| 702288 | 2006 BG293               | 19 settembre 2014 | Pan-STARRS                 |
| 702289 | 2006 BJ293               | 25 gennaio 2006   | Spacewatch                 |
| 702290 | 2006 BQ293               | 23 gennaio 2006   | Spacewatch                 |
| 702291 | 2006 BS293               | 23 gennaio 2006   | Spacewatch                 |
| 702292 | 2006 BG295               | 15 marzo 2012     | Mount Lemmon Survey        |
| 702293 | 2006 BH295               | 31 gennaio 2006   | Mount Lemmon Survey        |
| 702294 | 2006 BW295               | 31 gennaio 2006   | Spacewatch                 |
| 702295 | 2006 BZ295               | 23 aprile 2018    | Mount Lemmon Survey        |
| 702296 | 2006 BK298               | 27 gennaio 2006   | Mount Lemmon Survey        |
| 702297 | 2006 BG302               | 31 gennaio 2006   | Spacewatch                 |
| 702298 | 2006 CK3                 | 1 febbraio 2006   | Mount Lemmon Survey        |
| 702299 | 2006 CV6                 | 1 febbraio 2006   | Mount Lemmon Survey        |
| 702300 | 2006 CG7                 | 1 febbraio 2006   | Mount Lemmon Survey        |

## 702301–702400
| Nome   | Designazione provvisoria | Data di scoperta  | Scopritore             |
| ------ | ------------------------ | ----------------- | ---------------------- |
| 702301 | 2006 CV16                | 1 febbraio 2006   | Mount Lemmon Survey    |
| 702302 | 2006 CN19                | 1 febbraio 2006   | Mount Lemmon Survey    |
| 702303 | 2006 CE21                | 1 febbraio 2006   | Mount Lemmon Survey    |
| 702304 | 2006 CK27                | 2 febbraio 2006   | Spacewatch             |
| 702305 | 2006 CA30                | 26 agosto 2003    | Cerro Tololo Obs.      |
| 702306 | 2006 CS30                | 2 febbraio 2006   | Spacewatch             |
| 702307 | 2006 CS31                | 2 febbraio 2006   | Spacewatch             |
| 702308 | 2006 CH33                | 9 gennaio 2006    | Spacewatch             |
| 702309 | 2006 CM33                | 2 febbraio 2006   | Mount Lemmon Survey    |
| 702310 | 2006 CF36                | 2 febbraio 2006   | Mount Lemmon Survey    |
| 702311 | 2006 CU45                | 7 febbraio 2006   | Spacewatch             |
| 702312 | 2006 CF46                | 7 febbraio 2006   | Mount Lemmon Survey    |
| 702313 | 2006 CW55                | 4 febbraio 2006   | Mount Lemmon Survey    |
| 702314 | 2006 CP56                | 2 gennaio 2009    | Spacewatch             |
| 702315 | 2006 CU58                | 20 luglio 1999    | Spacewatch             |
| 702316 | 2006 CW68                | 1 febbraio 2006   | Spacewatch             |
| 702317 | 2006 CR70                | 23 febbraio 2012  | Mount Lemmon Survey    |
| 702318 | 2006 CS73                | 15 maggio 2013    | Pan-STARRS             |
| 702319 | 2006 CU75                | 27 settembre 2009 | Mount Lemmon Survey    |
| 702320 | 2006 CM76                | 28 settembre 2009 | Mount Lemmon Survey    |
| 702321 | 2006 CR77                | 6 febbraio 2002   | R. Millis, M. W. Buie  |
| 702322 | 2006 CU78                | 10 settembre 2007 | Mount Lemmon Survey    |
| 702323 | 2006 CP79                | 13 marzo 2010     | Spacewatch             |
| 702324 | 2006 CB82                | 2 febbraio 2006   | Spacewatch             |
| 702325 | 2006 CC82                | 8 ottobre 2012    | Pan-STARRS             |
| 702326 | 2006 CD82                | 27 gennaio 2011   | Mount Lemmon Survey    |
| 702327 | 2006 CP84                | 9 gennaio 2017    | Mount Lemmon Survey    |
| 702328 | 2006 CU84                | 19 dicembre 2009  | Mount Lemmon Survey    |
| 702329 | 2006 CW84                | 5 febbraio 2006   | Mount Lemmon Survey    |
| 702330 | 2006 CX85                | 4 gennaio 2017    | Pan-STARRS             |
| 702331 | 2006 CZ85                | 14 maggio 2015    | Pan-STARRS             |
| 702332 | 2006 CF86                | 3 febbraio 2017   | Pan-STARRS             |
| 702333 | 2006 CX86                | 4 febbraio 2017   | Pan-STARRS             |
| 702334 | 2006 CK87                | 29 marzo 2018     | Mount Lemmon Survey    |
| 702335 | 2006 CX87                | 6 marzo 2011      | Mount Lemmon Survey    |
| 702336 | 2006 CT88                | 24 settembre 2012 | Spacewatch             |
| 702337 | 2006 CY88                | 4 febbraio 2006   | Spacewatch             |
| 702338 | 2006 CK89                | 12 maggio 2013    | Pan-STARRS             |
| 702339 | 2006 CJ92                | 4 febbraio 2006   | Mount Lemmon Survey    |
| 702340 | 2006 CK93                | 21 aprile 2007    | L. H. Wasserman        |
| 702341 | 2006 CT93                | 16 ottobre 2009   | Spacewatch             |
| 702342 | 2006 DQ4                 | 20 febbraio 2006  | Spacewatch             |
| 702343 | 2006 DU15                | 23 gennaio 2006   | Spacewatch             |
| 702344 | 2006 DZ18                | 20 febbraio 2006  | Spacewatch             |
| 702345 | 2006 DV22                | 20 febbraio 2006  | Spacewatch             |
| 702346 | 2006 DH30                | 20 febbraio 2006  | Spacewatch             |
| 702347 | 2006 DU46                | 26 gennaio 2006   | Mount Lemmon Survey    |
| 702348 | 2006 DA51                | 23 febbraio 2006  | Mount Lemmon Survey    |
| 702349 | 2006 DM55                | 24 febbraio 2006  | Mount Lemmon Survey    |
| 702350 | 2006 DD61                | 24 febbraio 2006  | Spacewatch             |
| 702351 | 2006 DA71                | 28 settembre 2001 | NEAT                   |
| 702352 | 2006 DJ73                | 22 febbraio 2006  | Mount Lemmon Survey    |
| 702353 | 2006 DO75                | 23 gennaio 2006   | Spacewatch             |
| 702354 | 2006 DR77                | 24 febbraio 2006  | Spacewatch             |
| 702355 | 2006 DK85                | 24 febbraio 2006  | Mount Lemmon Survey    |
| 702356 | 2006 DA90                | 24 febbraio 2006  | Spacewatch             |
| 702357 | 2006 DM104               | 25 febbraio 2006  | Spacewatch             |
| 702358 | 2006 DJ106               | 25 febbraio 2006  | Mount Lemmon Survey    |
| 702359 | 2006 DW117               | 27 febbraio 2006  | Spacewatch             |
| 702360 | 2006 DH133               | 25 febbraio 2006  | Spacewatch             |
| 702361 | 2006 DZ134               | 31 gennaio 2006   | Spacewatch             |
| 702362 | 2006 DK139               | 25 febbraio 2006  | Spacewatch             |
| 702363 | 2006 DU149               | 25 febbraio 2006  | Spacewatch             |
| 702364 | 2006 DX150               | 25 febbraio 2006  | Spacewatch             |
| 702365 | 2006 DH156               | 27 febbraio 2006  | Spacewatch             |
| 702366 | 2006 DK163               | 27 febbraio 2006  | Mount Lemmon Survey    |
| 702367 | 2006 DK164               | 27 febbraio 2006  | Spacewatch             |
| 702368 | 2006 DE180               | 27 febbraio 2006  | Mount Lemmon Survey    |
| 702369 | 2006 DP183               | 27 febbraio 2006  | Spacewatch             |
| 702370 | 2006 DJ194               | 28 febbraio 2006  | Mount Lemmon Survey    |
| 702371 | 2006 DE209               | 27 febbraio 2006  | Mount Lemmon Survey    |
| 702372 | 2006 DA211               | 24 febbraio 2006  | Spacewatch             |
| 702373 | 2006 DG217               | 27 febbraio 2006  | Spacewatch             |
| 702374 | 2006 DQ219               | 20 febbraio 2006  | Mount Lemmon Survey    |
| 702375 | 2006 DH220               | 1 luglio 2008     | Spacewatch             |
| 702376 | 2006 DM220               | 3 luglio 2016     | Mount Lemmon Survey    |
| 702377 | 2006 DY220               | 14 aprile 2015    | M. Altmann, T. Prusti  |
| 702378 | 2006 DZ220               | 6 gennaio 2010    | Spacewatch             |
| 702379 | 2006 DA221               | 23 agosto 2014    | Pan-STARRS             |
| 702380 | 2006 DR221               | 1 ottobre 2008    | Spacewatch             |
| 702381 | 2006 DT221               | 24 febbraio 2006  | Spacewatch             |
| 702382 | 2006 DU221               | 25 febbraio 2006  | Spacewatch             |
| 702383 | 2006 DC223               | 17 settembre 2014 | Pan-STARRS             |
| 702384 | 2006 DF223               | 27 febbraio 2006  | Spacewatch             |
| 702385 | 2006 DG223               | 28 agosto 2014    | Pan-STARRS             |
| 702386 | 2006 DY224               | 26 marzo 2001     | M. W. Buie, S. D. Kern |
| 702387 | 2006 DC226               | 25 febbraio 2006  | Spacewatch             |
| 702388 | 2006 EB4                 | 2 marzo 2006      | Spacewatch             |
| 702389 | 2006 EM4                 | 2 marzo 2006      | Spacewatch             |
| 702390 | 2006 EU7                 | 2 marzo 2006      | Spacewatch             |
| 702391 | 2006 EC13                | 2 marzo 2006      | Spacewatch             |
| 702392 | 2006 EC15                | 24 febbraio 2006  | Spacewatch             |
| 702393 | 2006 EG27                | 1 febbraio 2006   | Mount Lemmon Survey    |
| 702394 | 2006 EL27                | 3 marzo 2006      | Spacewatch             |
| 702395 | 2006 EO27                | 3 marzo 2006      | Mount Lemmon Survey    |
| 702396 | 2006 EH38                | 4 marzo 2006      | Spacewatch             |
| 702397 | 2006 EY41                | 4 marzo 2006      | CSS                    |
| 702398 | 2006 EE42                | 4 marzo 2006      | Spacewatch             |
| 702399 | 2006 EX54                | 5 marzo 2006      | Spacewatch             |
| 702400 | 2006 EH55                | 22 marzo 2001     | Spacewatch             |

## 702401–702500
| Nome   | Designazione provvisoria | Data di scoperta  | Scopritore                |
| ------ | ------------------------ | ----------------- | ------------------------- |
| 702401 | 2006 ED77                | 6 settembre 2008  | Mount Lemmon Survey       |
| 702402 | 2006 EO77                | 7 novembre 2012   | Mount Lemmon Survey       |
| 702403 | 2006 EC78                | 27 marzo 2012     | Mount Lemmon Survey       |
| 702404 | 2006 EQ78                | 22 marzo 2015     | Pan-STARRS                |
| 702405 | 2006 EW78                | 17 dicembre 2012  | ESA OGS                   |
| 702406 | 2006 EZ78                | 24 settembre 2008 | Mount Lemmon Survey       |
| 702407 | 2006 EW79                | 2 marzo 2006      | Mount Lemmon Survey       |
| 702408 | 2006 EK80                | 16 maggio 2018    | Mount Lemmon Survey       |
| 702409 | 2006 ET81                | 3 marzo 2006      | Spacewatch                |
| 702410 | 2006 EX81                | 24 novembre 2003  | Kitt Peak Obs.            |
| 702411 | 2006 EV82                | 3 marzo 2006      | Spacewatch                |
| 702412 | 2006 FW4                 | 31 gennaio 2006   | Spacewatch                |
| 702413 | 2006 FA12                | 23 marzo 2006     | Spacewatch                |
| 702414 | 2006 FU16                | 23 marzo 2006     | Spacewatch                |
| 702415 | 2006 FH23                | 24 marzo 2006     | Spacewatch                |
| 702416 | 2006 FW42                | 31 ottobre 2005   | Osservatorio di Mauna Kea |
| 702417 | 2006 FM56                | 25 marzo 2006     | Spacewatch                |
| 702418 | 2006 FP56                | 25 marzo 2006     | Spacewatch                |
| 702419 | 2006 FV56                | 20 ottobre 2008   | Spacewatch                |
| 702420 | 2006 FW56                | 6 settembre 2008  | Mount Lemmon Survey       |
| 702421 | 2006 FS57                | 23 marzo 2006     | Spacewatch                |
| 702422 | 2006 FF58                | 25 marzo 2006     | Mount Lemmon Survey       |
| 702423 | 2006 FL58                | 5 dicembre 2016   | Mount Lemmon Survey       |
| 702424 | 2006 FU58                | 12 agosto 2013    | Spacewatch                |
| 702425 | 2006 FH59                | 5 febbraio 2016   | Pan-STARRS                |
| 702426 | 2006 FP59                | 6 settembre 2008  | Mount Lemmon Survey       |
| 702427 | 2006 FZ59                | 23 marzo 2006     | Spacewatch                |
| 702428 | 2006 FE60                | 27 aprile 2012    | Pan-STARRS                |
| 702429 | 2006 GJ6                 | 2 aprile 2006     | Spacewatch                |
| 702430 | 2006 GT6                 | 2 aprile 2006     | Spacewatch                |
| 702431 | 2006 GU8                 | 2 aprile 2006     | Spacewatch                |
| 702432 | 2006 GF14                | 2 aprile 2006     | Spacewatch                |
| 702433 | 2006 GL15                | 2 aprile 2006     | Spacewatch                |
| 702434 | 2006 GZ15                | 2 aprile 2006     | Spacewatch                |
| 702435 | 2006 GZ17                | 2 aprile 2006     | Spacewatch                |
| 702436 | 2006 GU27                | 2 aprile 2006     | Spacewatch                |
| 702437 | 2006 GJ29                | 2 aprile 2006     | Spacewatch                |
| 702438 | 2006 GU30                | 14 aprile 1997    | Spacewatch                |
| 702439 | 2006 GP34                | 7 aprile 2006     | CSS                       |
| 702440 | 2006 GS40                | 24 febbraio 2006  | NEAT                      |
| 702441 | 2006 GT48                | 26 marzo 2006     | Spacewatch                |
| 702442 | 2006 GR53                | 20 gennaio 2002   | Spacewatch                |
| 702443 | 2006 GB56                | 3 marzo 2006      | Spacewatch                |
| 702444 | 2006 GC56                | 7 aprile 2006     | Spacewatch                |
| 702445 | 2006 GE56                | 27 ottobre 2008   | Spacewatch                |
| 702446 | 2006 GH56                | 10 febbraio 2016  | Pan-STARRS                |
| 702447 | 2006 GT56                | 7 aprile 2006     | Spacewatch                |
| 702448 | 2006 GV56                | 7 aprile 2006     | Spacewatch                |
| 702449 | 2006 GJ57                | 2 aprile 2006     | Spacewatch                |
| 702450 | 2006 GL57                | 25 gennaio 2015   | Pan-STARRS                |
| 702451 | 2006 GK59                | 7 aprile 2006     | Spacewatch                |
| 702452 | 2006 HQ15                | 20 aprile 2006    | Spacewatch                |
| 702453 | 2006 HL16                | 20 aprile 2006    | Spacewatch                |
| 702454 | 2006 HJ37                | 5 aprile 2006     | W. Bickel                 |
| 702455 | 2006 HO37                | 24 marzo 2006     | Mount Lemmon Survey       |
| 702456 | 2006 HQ45                | 25 aprile 2006    | Spacewatch                |
| 702457 | 2006 HR46                | 20 aprile 2006    | Spacewatch                |
| 702458 | 2006 HP73                | 25 aprile 2006    | Spacewatch                |
| 702459 | 2006 HY74                | 25 aprile 2006    | Spacewatch                |
| 702460 | 2006 HL80                | 26 aprile 2006    | Spacewatch                |
| 702461 | 2006 HT80                | 26 aprile 2006    | Spacewatch                |
| 702462 | 2006 HM90                | 26 aprile 2006    | Spacewatch                |
| 702463 | 2006 HD95                | 18 febbraio 2002  | A. C. Becker              |
| 702464 | 2006 HX96                | 30 aprile 2006    | Spacewatch                |
| 702465 | 2006 HF106               | 30 aprile 2006    | Spacewatch                |
| 702466 | 2006 HV110               | 30 aprile 2006    | Spacewatch                |
| 702467 | 2006 HN118               | 30 aprile 2006    | Spacewatch                |
| 702468 | 2006 HV125               | 30 aprile 2006    | Spacewatch                |
| 702469 | 2006 HO130               | 5 marzo 2006      | Spacewatch                |
| 702470 | 2006 HJ132               | 3 dicembre 2005   | Osservatorio di Mauna Kea |
| 702471 | 2006 HB136               | 30 settembre 2003 | Spacewatch                |
| 702472 | 2006 HM141               | 27 aprile 2006    | Cerro Tololo Obs.         |
| 702473 | 2006 HT141               | 24 febbraio 2006  | Spacewatch                |
| 702474 | 2006 HQ142               | 27 aprile 2006    | Cerro Tololo Obs.         |
| 702475 | 2006 HX145               | 10 dicembre 2004  | Spacewatch                |
| 702476 | 2006 HX147               | 24 maggio 2006    | Spacewatch                |
| 702477 | 2006 HV154               | 19 aprile 2006    | Mount Lemmon Survey       |
| 702478 | 2006 HN156               | 15 aprile 2013    | Pan-STARRS                |
| 702479 | 2006 HE157               | 20 aprile 2006    | Spacewatch                |
| 702480 | 2006 HK157               | 8 ottobre 2008    | Spacewatch                |
| 702481 | 2006 HR157               | 16 marzo 2016     | Mount Lemmon Survey       |
| 702482 | 2006 HO158               | 13 marzo 2011     | Spacewatch                |
| 702483 | 2006 HR159               | 26 aprile 2006    | Spacewatch                |
| 702484 | 2006 JH4                 | 2 maggio 2006     | Mount Lemmon Survey       |
| 702485 | 2006 JP5                 | 3 maggio 2006     | Mount Lemmon Survey       |
| 702486 | 2006 JZ6                 | 8 aprile 2006     | Spacewatch                |
| 702487 | 2006 JG8                 | 1 maggio 2006     | Spacewatch                |
| 702488 | 2006 JS8                 | 1 maggio 2006     | Spacewatch                |
| 702489 | 2006 JN17                | 2 maggio 2006     | Mount Lemmon Survey       |
| 702490 | 2006 JQ19                | 2 maggio 2006     | Mount Lemmon Survey       |
| 702491 | 2006 JL21                | 24 aprile 2006    | Spacewatch                |
| 702492 | 2006 JU21                | 2 maggio 2006     | Spacewatch                |
| 702493 | 2006 JH22                | 2 maggio 2006     | Spacewatch                |
| 702494 | 2006 JE24                | 19 aprile 2006    | Mount Lemmon Survey       |
| 702495 | 2006 JA27                | 7 maggio 2006     | Spacewatch                |
| 702496 | 2006 JH27                | 1 maggio 2006     | Spacewatch                |
| 702497 | 2006 JK31                | 21 aprile 2006    | Spacewatch                |
| 702498 | 2006 JD33                | 21 aprile 2006    | Spacewatch                |
| 702499 | 2006 JY41                | 2 maggio 2006     | A. Nakanishi              |
| 702500 | 2006 JD51                | 2 maggio 2006     | Mount Lemmon Survey       |

## 702501–702600
| Nome   | Designazione provvisoria | Data di scoperta  | Scopritore                |
| ------ | ------------------------ | ----------------- | ------------------------- |
| 702501 | 2006 JM52                | 5 maggio 2006     | Spacewatch                |
| 702502 | 2006 JC62                | 1 maggio 2006     | D. E. Trilling            |
| 702503 | 2006 JZ65                | 1 maggio 2006     | D. E. Trilling            |
| 702504 | 2006 JE69                | 6 maggio 2006     | Mount Lemmon Survey       |
| 702505 | 2006 JR72                | 3 maggio 2006     | Mount Lemmon Survey       |
| 702506 | 2006 JZ76                | 10 ottobre 2004   | Spacewatch                |
| 702507 | 2006 JL78                | 1 maggio 2006     | Osservatorio di Mauna Kea |
| 702508 | 2006 JJ82                | 1 maggio 2006     | Spacewatch                |
| 702509 | 2006 JU82                | 23 maggio 2012    | Mount Lemmon Survey       |
| 702510 | 2006 JB83                | 8 ottobre 2012    | Spacewatch                |
| 702511 | 2006 JJ83                | 9 aprile 2006     | Spacewatch                |
| 702512 | 2006 JS83                | 3 gennaio 2016    | Pan-STARRS                |
| 702513 | 2006 JA84                | 24 settembre 2014 | Spacewatch                |
| 702514 | 2006 JC85                | 6 maggio 2006     | Mount Lemmon Survey       |
| 702515 | 2006 JO85                | 6 maggio 2006     | Mount Lemmon Survey       |
| 702516 | 2006 JH86                | 5 febbraio 2017   | Pan-STARRS                |
| 702517 | 2006 JJ86                | 20 febbraio 2015  | Pan-STARRS                |
| 702518 | 2006 JS87                | 9 ottobre 2007    | Mount Lemmon Survey       |
| 702519 | 2006 JY88                | 8 maggio 2006     | Mount Lemmon Survey       |
| 702520 | 2006 JF90                | 7 maggio 2006     | Mount Lemmon Survey       |
| 702521 | 2006 JL90                | 6 maggio 2006     | Mount Lemmon Survey       |
| 702522 | 2006 JN90                | 6 maggio 2006     | Spacewatch                |
| 702523 | 2006 JV90                | 6 maggio 2006     | Mount Lemmon Survey       |
| 702524 | 2006 KM6                 | 19 maggio 2006    | Mount Lemmon Survey       |
| 702525 | 2006 KZ6                 | 19 maggio 2006    | Mount Lemmon Survey       |
| 702526 | 2006 KT13                | 20 maggio 2006    | Spacewatch                |
| 702527 | 2006 KU15                | 20 maggio 2006    | Spacewatch                |
| 702528 | 2006 KU20                | 19 maggio 2006    | Mount Lemmon Survey       |
| 702529 | 2006 KV21                | 6 maggio 2006     | Mount Lemmon Survey       |
| 702530 | 2006 KH24                | 19 maggio 2006    | Mount Lemmon Survey       |
| 702531 | 2006 KP24                | 19 maggio 2006    | Mount Lemmon Survey       |
| 702532 | 2006 KW26                | 20 maggio 2006    | Spacewatch                |
| 702533 | 2006 KN27                | 30 aprile 2006    | Spacewatch                |
| 702534 | 2006 KR30                | 20 maggio 2006    | Spacewatch                |
| 702535 | 2006 KH32                | 20 maggio 2006    | Spacewatch                |
| 702536 | 2006 KE33                | 20 maggio 2006    | Spacewatch                |
| 702537 | 2006 KO35                | 24 aprile 2006    | Spacewatch                |
| 702538 | 2006 KP35                | 20 maggio 2006    | Spacewatch                |
| 702539 | 2006 KB36                | 20 maggio 2006    | Spacewatch                |
| 702540 | 2006 KS37                | 23 maggio 2006    | Spacewatch                |
| 702541 | 2006 KB39                | 25 maggio 2006    | Mount Lemmon Survey       |
| 702542 | 2006 KO44                | 21 maggio 2006    | Spacewatch                |
| 702543 | 2006 KB52                | 21 maggio 2006    | Spacewatch                |
| 702544 | 2006 KH59                | 22 maggio 2006    | Spacewatch                |
| 702545 | 2006 KP61                | 22 maggio 2006    | Spacewatch                |
| 702546 | 2006 KC66                | 24 maggio 2006    | Mount Lemmon Survey       |
| 702547 | 2006 KV66                | 24 maggio 2006    | Spacewatch                |
| 702548 | 2006 KX66                | 18 settembre 2003 | NEAT                      |
| 702549 | 2006 KE67                | 24 maggio 2006    | Mount Lemmon Survey       |
| 702550 | 2006 KJ72                | 22 maggio 2006    | Spacewatch                |
| 702551 | 2006 KG78                | 24 maggio 2006    | Mount Lemmon Survey       |
| 702552 | 2006 KV79                | 25 maggio 2006    | Mount Lemmon Survey       |
| 702553 | 2006 KO80                | 25 maggio 2006    | Mount Lemmon Survey       |
| 702554 | 2006 KA81                | 25 maggio 2006    | Mount Lemmon Survey       |
| 702555 | 2006 KR81                | 25 maggio 2006    | Mount Lemmon Survey       |
| 702556 | 2006 KB82                | 25 maggio 2006    | Mount Lemmon Survey       |
| 702557 | 2006 KZ84                | 20 febbraio 2006  | Spacewatch                |
| 702558 | 2006 KM88                | 24 maggio 2006    | Spacewatch                |
| 702559 | 2006 KT92                | 30 settembre 2003 | Spacewatch                |
| 702560 | 2006 KA94                | 25 maggio 2006    | Spacewatch                |
| 702561 | 2006 KV97                | 26 maggio 2006    | Spacewatch                |
| 702562 | 2006 KH98                | 26 maggio 2006    | Spacewatch                |
| 702563 | 2006 KR98                | 26 maggio 2006    | Spacewatch                |
| 702564 | 2006 KZ98                | 26 maggio 2006    | Spacewatch                |
| 702565 | 2006 KJ100               | 19 aprile 2006    | Spacewatch                |
| 702566 | 2006 KL101               | 26 maggio 2006    | Spacewatch                |
| 702567 | 2006 KQ106               | 25 ottobre 2008   | Spacewatch                |
| 702568 | 2006 KU106               | 6 maggio 2006     | Mount Lemmon Survey       |
| 702569 | 2006 KG109               | 6 maggio 2006     | Mount Lemmon Survey       |
| 702570 | 2006 KY110               | 15 aprile 2013    | Pan-STARRS                |
| 702571 | 2006 KC126               | 25 maggio 2006    | Osservatorio di Mauna Kea |
| 702572 | 2006 KK131               | 25 maggio 2006    | Mauna Kea Obs.            |
| 702573 | 2006 KO138               | 23 maggio 2006    | Mount Lemmon Survey       |
| 702574 | 2006 KX143               | 23 maggio 2006    | Spacewatch                |
| 702575 | 2006 KB146               | 21 maggio 2006    | Mount Lemmon Survey       |
| 702576 | 2006 KP146               | 21 maggio 2015    | Pan-STARRS                |
| 702577 | 2006 KQ146               | 29 settembre 2008 | Mount Lemmon Survey       |
| 702578 | 2006 KF147               | 11 aprile 2011    | Mount Lemmon Survey       |
| 702579 | 2006 KA149               | 22 dicembre 2014  | Pan-STARRS                |
| 702580 | 2006 KG149               | 19 marzo 2009     | Spacewatch                |
| 702581 | 2006 KJ149               | 7 marzo 2016      | Pan-STARRS                |
| 702582 | 2006 KL149               | 14 settembre 2013 | Pan-STARRS                |
| 702583 | 2006 KQ149               | 26 settembre 2013 | CSS                       |
| 702584 | 2006 KV149               | 17 ottobre 2010   | Mount Lemmon Survey       |
| 702585 | 2006 KB150               | 17 novembre 2014  | Pan-STARRS                |
| 702586 | 2006 KH150               | 1 aprile 2017     | Pan-STARRS                |
| 702587 | 2006 KK150               | 22 novembre 2014  | Pan-STARRS                |
| 702588 | 2006 KY150               | 13 ottobre 2016   | Pan-STARRS                |
| 702589 | 2006 KH151               | 21 maggio 2006    | Spacewatch                |
| 702590 | 2006 KS151               | 9 ottobre 2007    | Spacewatch                |
| 702591 | 2006 KO152               | 2 novembre 2012   | Mount Lemmon Survey       |
| 702592 | 2006 KU152               | 6 ottobre 2016    | Pan-STARRS                |
| 702593 | 2006 KF153               | 2 novembre 2007   | Mount Lemmon Survey       |
| 702594 | 2006 KP154               | 22 maggio 2006    | Spacewatch                |
| 702595 | 2006 KX156               | 30 maggio 2006    | Mount Lemmon Survey       |
| 702596 | 2006 LX8                 | 4 febbraio 2016   | Pan-STARRS                |
| 702597 | 2006 LY8                 | 3 novembre 2016   | Pan-STARRS                |
| 702598 | 2006 MP1                 | 18 giugno 2006    | Spacewatch                |
| 702599 | 2006 ML3                 | 3 giugno 2006     | Mount Lemmon Survey       |
| 702600 | 2006 MQ8                 | 30 maggio 2006    | Mount Lemmon Survey       |

## 702601–702700
| Nome   | Designazione provvisoria | Data di scoperta  | Scopritore                    |
| ------ | ------------------------ | ----------------- | ----------------------------- |
| 702601 | 2006 MC16                | 10 agosto 2007    | Spacewatch                    |
| 702602 | 2006 MP16                | 13 ottobre 2016   | Pan-STARRS                    |
| 702603 | 2006 OV3                 | 11 giugno 2006    | NEAT                          |
| 702604 | 2006 OA17                | 21 luglio 2006    | Mount Lemmon Survey           |
| 702605 | 2006 OM19                | 20 luglio 2006    | SSS                           |
| 702606 | 2006 OF22                | 22 giugno 2006    | Spacewatch                    |
| 702607 | 2006 OA26                | 21 luglio 2006    | Mount Lemmon Survey           |
| 702608 | 2006 OH27                | 17 dicembre 2007  | Spacewatch                    |
| 702609 | 2006 OD33                | 19 luglio 2006    | Osservatorio di Mauna Kea     |
| 702610 | 2006 OV37                | 22 aprile 2009    | Mount Lemmon Survey           |
| 702611 | 2006 OY37                | 28 aprile 2009    | Mount Lemmon Survey           |
| 702612 | 2006 ON38                | 18 luglio 2006    | Mount Lemmon Survey           |
| 702613 | 2006 OP38                | 19 febbraio 2009  | Spacewatch                    |
| 702614 | 2006 OX39                | 18 settembre 2010 | Mount Lemmon Survey           |
| 702615 | 2006 OG40                | 1 marzo 2009      | Mount Lemmon Survey           |
| 702616 | 2006 OB41                | 29 settembre 2008 | Mount Lemmon Survey           |
| 702617 | 2006 PE2                 | 12 agosto 2006    | NEAT                          |
| 702618 | 2006 PS7                 | 12 agosto 2006    | NEAT                          |
| 702619 | 2006 PX23                | 12 agosto 2006    | NEAT                          |
| 702620 | 2006 PV31                | 27 agosto 2002    | NEAT                          |
| 702621 | 2006 QN5                 | 19 agosto 2006    | Spacewatch                    |
| 702622 | 2006 QZ5                 | 19 agosto 2006    | R. Ferrando, M. Ferrando      |
| 702623 | 2006 QT7                 | 19 agosto 2006    | Spacewatch                    |
| 702624 | 2006 QJ17                | 17 agosto 2006    | NEAT                          |
| 702625 | 2006 QY17                | 16 agosto 2006    | SSS                           |
| 702626 | 2006 QR23                | 22 agosto 2006    | NEAT                          |
| 702627 | 2006 QU26                | 19 agosto 2006    | Spacewatch                    |
| 702628 | 2006 QE31                | 23 maggio 2001    | J. L. Elliot, L. H. Wasserman |
| 702629 | 2006 QC39                | 19 agosto 2006    | LONEOS                        |
| 702630 | 2006 QD50                | 22 agosto 2006    | NEAT                          |
| 702631 | 2006 QV51                | 23 agosto 2006    | NEAT                          |
| 702632 | 2006 QG54                | 16 agosto 2006    | SSS                           |
| 702633 | 2006 QB62                | 22 agosto 2006    | NEAT                          |
| 702634 | 2006 QP67                | 21 agosto 2006    | Spacewatch                    |
| 702635 | 2006 QS76                | 21 agosto 2006    | Spacewatch                    |
| 702636 | 2006 QA77                | 21 agosto 2006    | NEAT                          |
| 702637 | 2006 QB84                | 19 agosto 2006    | Spacewatch                    |
| 702638 | 2006 QS87                | 19 agosto 2006    | Spacewatch                    |
| 702639 | 2006 QP96                | 22 agosto 2006    | NEAT                          |
| 702640 | 2006 QR97                | 22 agosto 2006    | NEAT                          |
| 702641 | 2006 QM105               | 28 agosto 2006    | CSS                           |
| 702642 | 2006 QJ106               | 20 giugno 2006    | Mount Lemmon Survey           |
| 702643 | 2006 QA113               | 19 agosto 2006    | NEAT                          |
| 702644 | 2006 QP118               | 21 agosto 2006    | Spacewatch                    |
| 702645 | 2006 QZ123               | 29 agosto 2006    | LONEOS                        |
| 702646 | 2006 QR125               | 24 agosto 2006    | NEAT                          |
| 702647 | 2006 QR138               | 28 agosto 2006    | SSS                           |
| 702648 | 2006 QT138               | 16 agosto 2006    | NEAT                          |
| 702649 | 2006 QA144               | 29 agosto 2006    | CSS                           |
| 702650 | 2006 QP152               | 19 agosto 2006    | Spacewatch                    |
| 702651 | 2006 QN153               | 19 agosto 2006    | Spacewatch                    |
| 702652 | 2006 QA162               | 20 agosto 2006    | Spacewatch                    |
| 702653 | 2006 QD163               | 16 agosto 2006    | LUSS                          |
| 702654 | 2006 QB175               | 22 agosto 2006    | L. H. Wasserman               |
| 702655 | 2006 QU177               | 21 agosto 2006    | L. H. Wasserman               |
| 702656 | 2006 QW178               | 21 agosto 2006    | Spacewatch                    |
| 702657 | 2006 QE189               | 20 agosto 2006    | Spacewatch                    |
| 702658 | 2006 QF189               | 17 gennaio 2015   | Mount Lemmon Survey           |
| 702659 | 2006 QR190               | 8 agosto 2013     | Spacewatch                    |
| 702660 | 2006 QW191               | 19 ottobre 2010   | Mount Lemmon Survey           |
| 702661 | 2006 QF192               | 18 gennaio 2009   | Mount Lemmon Survey           |
| 702662 | 2006 QM192               | 15 marzo 2013     | Spacewatch                    |
| 702663 | 2006 QQ192               | 18 settembre 2011 | Mount Lemmon Survey           |
| 702664 | 2006 QA195               | 19 agosto 2006    | Spacewatch                    |
| 702665 | 2006 QB195               | 19 agosto 2006    | Spacewatch                    |
| 702666 | 2006 QU196               | 23 gennaio 2013   | Mount Lemmon Survey           |
| 702667 | 2006 QF198               | 22 ottobre 2011   | Mount Lemmon Survey           |
| 702668 | 2006 QL198               | 29 settembre 2011 | Mount Lemmon Survey           |
| 702669 | 2006 QP201               | 8 novembre 2007   | Spacewatch                    |
| 702670 | 2006 QS201               | 19 agosto 2006    | Spacewatch                    |
| 702671 | 2006 QZ202               | 19 agosto 2006    | Spacewatch                    |
| 702672 | 2006 QA208               | 29 agosto 2006    | Spacewatch                    |
| 702673 | 2006 RM1                 | 12 settembre 2006 | T. Pauwels                    |
| 702674 | 2006 RD4                 | 12 settembre 2006 | CSS                           |
| 702675 | 2006 RN15                | 14 settembre 2006 | CSS                           |
| 702676 | 2006 RS19                | 28 agosto 2006    | CSS                           |
| 702677 | 2006 RR45                | 14 settembre 2006 | Spacewatch                    |
| 702678 | 2006 RT60                | 13 settembre 2006 | NEAT                          |
| 702679 | 2006 RA64                | 23 agosto 2006    | NEAT                          |
| 702680 | 2006 RD64                | 28 agosto 2006    | CSS                           |
| 702681 | 2006 RX67                | 28 agosto 2006    | CSS                           |
| 702682 | 2006 RF83                | 15 settembre 2006 | Spacewatch                    |
| 702683 | 2006 RK98                | 14 settembre 2006 | NEAT                          |
| 702684 | 2006 RA104               | 11 settembre 2006 | SDSS Collaboration            |
| 702685 | 2006 RO104               | 22 ottobre 2006   | CSS                           |
| 702686 | 2006 RV105               | 14 settembre 2006 | J. Masiero, R. Jedicke        |
| 702687 | 2006 RC114               | 14 settembre 2006 | Spacewatch                    |
| 702688 | 2006 RF114               | 14 settembre 2006 | J. Masiero, R. Jedicke        |
| 702689 | 2006 RN115               | 25 settembre 2006 | Mount Lemmon Survey           |
| 702690 | 2006 RN123               | 14 settembre 2012 | Mount Lemmon Survey           |
| 702691 | 2006 RB126               | 15 settembre 2006 | Spacewatch                    |
| 702692 | 2006 RD127               | 15 settembre 2006 | Spacewatch                    |
| 702693 | 2006 RT127               | 15 settembre 2006 | Spacewatch                    |
| 702694 | 2006 SV1                 | 28 agosto 2006    | CSS                           |
| 702695 | 2006 SO20                | 19 settembre 2006 | G. Hug                        |
| 702696 | 2006 SB25                | 18 settembre 2006 | Spacewatch                    |
| 702697 | 2006 SQ29                | 17 settembre 2006 | Spacewatch                    |
| 702698 | 2006 SW32                | 17 settembre 2006 | Spacewatch                    |
| 702699 | 2006 SY38                | 18 settembre 2006 | Spacewatch                    |
| 702700 | 2006 SD40                | 18 settembre 2006 | CSS                           |

## 702701–702800
| Nome   | Designazione provvisoria | Data di scoperta  | Scopritore                |
| ------ | ------------------------ | ----------------- | ------------------------- |
| 702701 | 2006 SR48                | 17 settembre 2006 | Spacewatch                |
| 702702 | 2006 SP62                | 18 settembre 2006 | CSS                       |
| 702703 | 2006 SW64                | 20 settembre 2006 | W. Bickel                 |
| 702704 | 2006 SH71                | 19 settembre 2006 | Spacewatch                |
| 702705 | 2006 SP76                | 26 marzo 2001     | A. C. Becker              |
| 702706 | 2006 SA81                | 14 settembre 2006 | Spacewatch                |
| 702707 | 2006 SL118               | 28 gennaio 2014   | Mount Lemmon Survey       |
| 702708 | 2006 SC124               | 19 settembre 2006 | CSS                       |
| 702709 | 2006 SW127               | 17 settembre 2006 | CSS                       |
| 702710 | 2006 SG128               | 17 settembre 2006 | LONEOS                    |
| 702711 | 2006 SO137               | 20 settembre 2006 | CSS                       |
| 702712 | 2006 SS141               | 25 settembre 2006 | LONEOS                    |
| 702713 | 2006 SF150               | 19 settembre 2006 | Spacewatch                |
| 702714 | 2006 SV177               | 25 settembre 2006 | Spacewatch                |
| 702715 | 2006 SR178               | 25 settembre 2006 | Mount Lemmon Survey       |
| 702716 | 2006 SC180               | 25 settembre 2006 | Mount Lemmon Survey       |
| 702717 | 2006 SG204               | 25 settembre 2006 | Spacewatch                |
| 702718 | 2006 ST209               | 26 settembre 2006 | Mount Lemmon Survey       |
| 702719 | 2006 SG214               | 27 settembre 2006 | Mount Lemmon Survey       |
| 702720 | 2006 SQ221               | 15 settembre 2006 | Spacewatch                |
| 702721 | 2006 SZ221               | 16 settembre 2006 | Spacewatch                |
| 702722 | 2006 SU224               | 15 settembre 2006 | Spacewatch                |
| 702723 | 2006 SY224               | 26 settembre 2006 | Spacewatch                |
| 702724 | 2006 SB225               | 26 settembre 2006 | Spacewatch                |
| 702725 | 2006 SO225               | 29 agosto 2006    | Spacewatch                |
| 702726 | 2006 SG228               | 26 settembre 2006 | Spacewatch                |
| 702727 | 2006 SQ228               | 26 settembre 2006 | Spacewatch                |
| 702728 | 2006 SL229               | 26 settembre 2006 | Spacewatch                |
| 702729 | 2006 SS232               | 26 settembre 2006 | Spacewatch                |
| 702730 | 2006 SN233               | 17 settembre 2006 | Spacewatch                |
| 702731 | 2006 SE244               | 18 settembre 2006 | Spacewatch                |
| 702732 | 2006 SR247               | 15 settembre 2006 | Spacewatch                |
| 702733 | 2006 SZ248               | 26 settembre 2006 | Spacewatch                |
| 702734 | 2006 SR252               | 26 settembre 2006 | Spacewatch                |
| 702735 | 2006 SD267               | 26 settembre 2006 | Spacewatch                |
| 702736 | 2006 SP271               | 18 settembre 2006 | Spacewatch                |
| 702737 | 2006 SN275               | 27 settembre 2006 | Mount Lemmon Survey       |
| 702738 | 2006 SE276               | 29 settembre 2006 | G. Hug                    |
| 702739 | 2006 SP276               | 20 settembre 2006 | Spacewatch                |
| 702740 | 2006 SQ278               | 28 settembre 2006 | Mount Lemmon Survey       |
| 702741 | 2006 ST285               | 28 settembre 2006 | Spacewatch                |
| 702742 | 2006 SQ293               | 17 settembre 2006 | Spacewatch                |
| 702743 | 2006 SU294               | 17 settembre 2006 | Spacewatch                |
| 702744 | 2006 SR296               | 25 settembre 2006 | Spacewatch                |
| 702745 | 2006 SK299               | 26 settembre 2006 | Mount Lemmon Survey       |
| 702746 | 2006 SV299               | 26 settembre 2006 | Mount Lemmon Survey       |
| 702747 | 2006 SK305               | 27 settembre 2006 | Spacewatch                |
| 702748 | 2006 SW306               | 27 settembre 2006 | Spacewatch                |
| 702749 | 2006 SD309               | 17 settembre 2006 | Spacewatch                |
| 702750 | 2006 SP311               | 17 settembre 2006 | Spacewatch                |
| 702751 | 2006 SM315               | 17 settembre 2006 | Spacewatch                |
| 702752 | 2006 SW317               | 17 settembre 2006 | Spacewatch                |
| 702753 | 2006 SD325               | 27 settembre 2006 | Spacewatch                |
| 702754 | 2006 SB327               | 19 settembre 2006 | Spacewatch                |
| 702755 | 2006 SE338               | 28 settembre 2006 | Spacewatch                |
| 702756 | 2006 SB339               | 14 giugno 2005    | Spacewatch                |
| 702757 | 2006 SM340               | 28 settembre 2006 | Spacewatch                |
| 702758 | 2006 SB346               | 25 ottobre 2011   | Pan-STARRS                |
| 702759 | 2006 SG358               | 30 settembre 2006 | Mount Lemmon Survey       |
| 702760 | 2006 SD359               | 30 settembre 2006 | CSS                       |
| 702761 | 2006 SV374               | 16 settembre 2006 | SDSS Collaboration        |
| 702762 | 2006 SF375               | 15 settembre 2006 | Spacewatch                |
| 702763 | 2006 SC376               | 17 settembre 2006 | SDSS Collaboration        |
| 702764 | 2006 SO376               | 17 settembre 2006 | SDSS Collaboration        |
| 702765 | 2006 SL378               | 16 settembre 2006 | SDSS Collaboration        |
| 702766 | 2006 SM379               | 11 settembre 2006 | SDSS Collaboration        |
| 702767 | 2006 SD385               | 17 ottobre 2006   | CSS                       |
| 702768 | 2006 SK386               | 16 novembre 2006  | CSS                       |
| 702769 | 2006 SO386               | 11 settembre 2006 | SDSS Collaboration        |
| 702770 | 2006 ST386               | 29 settembre 2006 | SDSS Collaboration        |
| 702771 | 2006 SJ388               | 19 settembre 2006 | SDSS Collaboration        |
| 702772 | 2006 SQ395               | 17 settembre 2006 | J. Masiero, R. Jedicke    |
| 702773 | 2006 SB404               | 30 settembre 2006 | Mount Lemmon Survey       |
| 702774 | 2006 SS414               | 20 maggio 2014    | Pan-STARRS                |
| 702775 | 2006 SP419               | 2 novembre 2011   | Mount Lemmon Survey       |
| 702776 | 2006 SN422               | 17 settembre 2006 | CSS                       |
| 702777 | 2006 SR422               | 27 agosto 2006    | Spacewatch                |
| 702778 | 2006 ST422               | 19 settembre 2006 | CSS                       |
| 702779 | 2006 SF423               | 25 settembre 2006 | Mount Lemmon Survey       |
| 702780 | 2006 SY423               | 28 settembre 2006 | CSS                       |
| 702781 | 2006 SV425               | 5 dicembre 2010   | Mount Lemmon Survey       |
| 702782 | 2006 SF426               | 15 luglio 2013    | Pan-STARRS                |
| 702783 | 2006 SH426               | 25 settembre 2006 | Spacewatch                |
| 702784 | 2006 SK426               | 17 settembre 2006 | Spacewatch                |
| 702785 | 2006 SS427               | 17 settembre 2006 | Spacewatch                |
| 702786 | 2006 ST428               | 13 novembre 2007  | Mount Lemmon Survey       |
| 702787 | 2006 SQ430               | 13 febbraio 2008  | Spacewatch                |
| 702788 | 2006 SA431               | 27 settembre 2006 | Spacewatch                |
| 702789 | 2006 SF433               | 15 settembre 2006 | Spacewatch                |
| 702790 | 2006 SN433               | 17 settembre 2006 | Spacewatch                |
| 702791 | 2006 SG434               | 4 marzo 2016      | Mount Lemmon Survey       |
| 702792 | 2006 SW434               | 26 settembre 2006 | Spacewatch                |
| 702793 | 2006 SZ434               | 18 settembre 2006 | Spacewatch                |
| 702794 | 2006 SA435               | 26 settembre 2006 | K. Černis, J. Zdanavičius |
| 702795 | 2006 SH435               | 19 settembre 2006 | Spacewatch                |
| 702796 | 2006 SJ435               | 2 novembre 2007   | Spacewatch                |
| 702797 | 2006 SW439               | 1 marzo 2016      | Mount Lemmon Survey       |
| 702798 | 2006 SK441               | 15 novembre 2011  | Mount Lemmon Survey       |
| 702799 | 2006 SQ444               | 23 luglio 2015    | Pan-STARRS                |
| 702800 | 2006 SX445               | 18 settembre 2006 | Spacewatch                |

## 702801–702900
| Nome   | Designazione provvisoria | Data di scoperta  | Scopritore          |
| ------ | ------------------------ | ----------------- | ------------------- |
| 702801 | 2006 SE447               | 17 settembre 2006 | Spacewatch          |
| 702802 | 2006 SH447               | 19 settembre 2006 | Spacewatch          |
| 702803 | 2006 SL448               | 28 settembre 2006 | CSS                 |
| 702804 | 2006 SX449               | 18 settembre 2006 | CSS                 |
| 702805 | 2006 SB451               | 19 settembre 2006 | Spacewatch          |
| 702806 | 2006 SB452               | 17 settembre 2006 | Spacewatch          |
| 702807 | 2006 SJ452               | 17 settembre 2006 | Spacewatch          |
| 702808 | 2006 SN452               | 27 settembre 2006 | Mount Lemmon Survey |
| 702809 | 2006 SR452               | 30 settembre 2006 | Mount Lemmon Survey |
| 702810 | 2006 SU452               | 28 settembre 2006 | Mount Lemmon Survey |
| 702811 | 2006 SE454               | 25 settembre 2006 | Mount Lemmon Survey |
| 702812 | 2006 SP460               | 28 settembre 2006 | Mount Lemmon Survey |
| 702813 | 2006 SW462               | 26 settembre 2006 | Mount Lemmon Survey |
| 702814 | 2006 TC7                 | 28 settembre 2006 | CSS                 |
| 702815 | 2006 TK21                | 17 settembre 2006 | Spacewatch          |
| 702816 | 2006 TT23                | 30 settembre 2006 | Mount Lemmon Survey |
| 702817 | 2006 TT38                | 12 ottobre 2006   | Spacewatch          |
| 702818 | 2006 TP41                | 12 ottobre 2006   | NEAT                |
| 702819 | 2006 TD80                | 13 ottobre 2006   | Spacewatch          |
| 702820 | 2006 TZ82                | 13 ottobre 2006   | Spacewatch          |
| 702821 | 2006 TX87                | 13 ottobre 2006   | Spacewatch          |
| 702822 | 2006 TB88                | 13 ottobre 2006   | Spacewatch          |
| 702823 | 2006 TD94                | 15 settembre 2006 | Spacewatch          |
| 702824 | 2006 TQ104               | 2 ottobre 2006    | Mount Lemmon Survey |
| 702825 | 2006 TA114               | 1 ottobre 2006    | SDSS Collaboration  |
| 702826 | 2006 TD114               | 1 ottobre 2006    | SDSS Collaboration  |
| 702827 | 2006 TT117               | 19 settembre 2006 | CSS                 |
| 702828 | 2006 TG131               | 2 ottobre 2006    | Mount Lemmon Survey |
| 702829 | 2006 TJ131               | 3 ottobre 2006    | Mount Lemmon Survey |
| 702830 | 2006 TD134               | 11 ottobre 2006   | NEAT                |
| 702831 | 2006 TJ134               | 11 ottobre 2006   | NEAT                |
| 702832 | 2006 TT134               | 2 ottobre 2006    | Mount Lemmon Survey |
| 702833 | 2006 TX134               | 31 ottobre 2010   | Mount Lemmon Survey |
| 702834 | 2006 TS135               | 4 ottobre 2006    | Mount Lemmon Survey |
| 702835 | 2006 TL137               | 1 ottobre 2006    | Spacewatch          |
| 702836 | 2006 TY137               | 24 ottobre 2011   | Pan-STARRS          |
| 702837 | 2006 TQ139               | 2 ottobre 2006    | Mount Lemmon Survey |
| 702838 | 2006 TJ141               | 2 febbraio 2008   | Mount Lemmon Survey |
| 702839 | 2006 TE142               | 2 ottobre 2006    | Mount Lemmon Survey |
| 702840 | 2006 TS144               | 27 marzo 2009     | Mount Lemmon Survey |
| 702841 | 2006 TH145               | 2 ottobre 2006    | Mount Lemmon Survey |
| 702842 | 2006 UF15                | 17 ottobre 2006   | Mount Lemmon Survey |
| 702843 | 2006 UB19                | 16 ottobre 2006   | Spacewatch          |
| 702844 | 2006 UQ23                | 3 ottobre 2006    | Spacewatch          |
| 702845 | 2006 UT23                | 25 settembre 2006 | Spacewatch          |
| 702846 | 2006 UH25                | 26 settembre 2006 | Mount Lemmon Survey |
| 702847 | 2006 UK44                | 16 ottobre 2006   | Spacewatch          |
| 702848 | 2006 UX50                | 30 settembre 2006 | Spacewatch          |
| 702849 | 2006 UO55                | 18 ottobre 2006   | Spacewatch          |
| 702850 | 2006 UQ56                | 18 ottobre 2006   | Spacewatch          |
| 702851 | 2006 UK60                | 26 settembre 2006 | Spacewatch          |
| 702852 | 2006 UD72                | 17 ottobre 2006   | Spacewatch          |
| 702853 | 2006 UE78                | 26 settembre 2006 | Mount Lemmon Survey |
| 702854 | 2006 UQ91                | 5 gennaio 2003    | LINEAR              |
| 702855 | 2006 UU91                | 18 ottobre 2006   | Spacewatch          |
| 702856 | 2006 UZ102               | 18 ottobre 2006   | Spacewatch          |
| 702857 | 2006 UE105               | 18 ottobre 2006   | Spacewatch          |
| 702858 | 2006 UU107               | 18 ottobre 2006   | Spacewatch          |
| 702859 | 2006 UM108               | 18 ottobre 2006   | Spacewatch          |
| 702860 | 2006 UA114               | 18 settembre 2006 | Spacewatch          |
| 702861 | 2006 UT116               | 19 ottobre 2006   | Spacewatch          |
| 702862 | 2006 UE120               | 19 ottobre 2006   | Spacewatch          |
| 702863 | 2006 UU122               | 27 settembre 2006 | Spacewatch          |
| 702864 | 2006 UY123               | 19 ottobre 2006   | Spacewatch          |
| 702865 | 2006 UH126               | 2 ottobre 2006    | Mount Lemmon Survey |
| 702866 | 2006 UQ126               | 28 settembre 2006 | Mount Lemmon Survey |
| 702867 | 2006 UU126               | 2 ottobre 2006    | Mount Lemmon Survey |
| 702868 | 2006 UK134               | 19 settembre 1998 | SDSS Collaboration  |
| 702869 | 2006 UO141               | 19 ottobre 2006   | Spacewatch          |
| 702870 | 2006 UA143               | 4 ottobre 2006    | Mount Lemmon Survey |
| 702871 | 2006 UQ144               | 20 ottobre 2006   | Spacewatch          |
| 702872 | 2006 UX145               | 17 settembre 2006 | CSS                 |
| 702873 | 2006 UW147               | 26 settembre 1995 | Spacewatch          |
| 702874 | 2006 UD155               | 14 settembre 2006 | Spacewatch          |
| 702875 | 2006 UH156               | 2 ottobre 2006    | Mount Lemmon Survey |
| 702876 | 2006 UY157               | 21 ottobre 2006   | Mount Lemmon Survey |
| 702877 | 2006 UQ158               | 21 ottobre 2006   | Mount Lemmon Survey |
| 702878 | 2006 US158               | 21 ottobre 2006   | Mount Lemmon Survey |
| 702879 | 2006 UA160               | 19 settembre 2006 | Spacewatch          |
| 702880 | 2006 UW193               | 20 ottobre 2006   | Spacewatch          |
| 702881 | 2006 UV195               | 19 settembre 2006 | Spacewatch          |
| 702882 | 2006 UY195               | 4 ottobre 2006    | Mount Lemmon Survey |
| 702883 | 2006 UM203               | 11 ottobre 2006   | NEAT                |
| 702884 | 2006 UJ204               | 23 ottobre 2006   | CSS                 |
| 702885 | 2006 UU205               | 19 settembre 2006 | Spacewatch          |
| 702886 | 2006 UX205               | 23 ottobre 2006   | Spacewatch          |
| 702887 | 2006 UE208               | 23 ottobre 2006   | Spacewatch          |
| 702888 | 2006 UF216               | 28 settembre 2006 | Mount Lemmon Survey |
| 702889 | 2006 UC217               | 29 ottobre 2006   | R. Apitzsch         |
| 702890 | 2006 UD238               | 23 ottobre 2006   | Spacewatch          |
| 702891 | 2006 UF242               | 16 ottobre 2006   | Spacewatch          |
| 702892 | 2006 UW244               | 27 ottobre 2006   | Mount Lemmon Survey |
| 702893 | 2006 UG251               | 27 ottobre 2006   | Mount Lemmon Survey |
| 702894 | 2006 UL251               | 27 ottobre 2006   | Mount Lemmon Survey |
| 702895 | 2006 UQ260               | 20 ottobre 2006   | Spacewatch          |
| 702896 | 2006 UA264               | 17 ottobre 2006   | CSS                 |
| 702897 | 2006 UB279               | 28 ottobre 2006   | Mount Lemmon Survey |
| 702898 | 2006 UZ280               | 12 ottobre 2006   | Spacewatch          |
| 702899 | 2006 UH308               | 30 settembre 2006 | Mount Lemmon Survey |
| 702900 | 2006 UR309               | 19 ottobre 2006   | L. H. Wasserman     |

## 702901–703000
| Nome   | Designazione provvisoria | Data di scoperta  | Scopritore                   |
| ------ | ------------------------ | ----------------- | ---------------------------- |
| 702901 | 2006 UT313               | 19 ottobre 2006   | L. H. Wasserman              |
| 702902 | 2006 UW317               | 15 novembre 2006  | Spacewatch                   |
| 702903 | 2006 UH330               | 28 settembre 2006 | Spacewatch                   |
| 702904 | 2006 UP333               | 22 ottobre 2006   | SDSS Collaboration           |
| 702905 | 2006 UO339               | 26 ottobre 2006   | Osservatorio di Mauna Kea    |
| 702906 | 2006 UO363               | 17 ottobre 2006   | Spacewatch                   |
| 702907 | 2006 UX363               | 19 ottobre 2006   | Mount Lemmon Survey          |
| 702908 | 2006 UZ363               | 20 ottobre 2006   | Mount Lemmon Survey          |
| 702909 | 2006 US364               | 22 ottobre 2006   | Mount Lemmon Survey          |
| 702910 | 2006 UW364               | 22 ottobre 2006   | CSS                          |
| 702911 | 2006 UA366               | 12 febbraio 2011  | Mount Lemmon Survey          |
| 702912 | 2006 UE368               | 20 ottobre 2006   | Mount Lemmon Survey          |
| 702913 | 2006 US368               | 28 febbraio 2008  | Spacewatch                   |
| 702914 | 2006 UV368               | 13 ottobre 2006   | Spacewatch                   |
| 702915 | 2006 UZ368               | 19 ottobre 2006   | Spacewatch                   |
| 702916 | 2006 UL370               | 7 marzo 2013      | M. Schwartz, P. R. Holvorcem |
| 702917 | 2006 UH374               | 23 ottobre 2006   | Mount Lemmon Survey          |
| 702918 | 2006 UO375               | 13 luglio 2013    | Pan-STARRS                   |
| 702919 | 2006 UU375               | 22 ottobre 2006   | Mount Lemmon Survey          |
| 702920 | 2006 UG377               | 24 ottobre 2015   | Mount Lemmon Survey          |
| 702921 | 2006 UY378               | 21 ottobre 2006   | Mount Lemmon Survey          |
| 702922 | 2006 UK380               | 20 ottobre 2006   | Mount Lemmon Survey          |
| 702923 | 2006 UZ381               | 28 ottobre 2006   | Spacewatch                   |
| 702924 | 2006 US382               | 11 aprile 2005    | Kitt Peak Obs.               |
| 702925 | 2006 UA391               | 20 ottobre 2006   | Spacewatch                   |
| 702926 | 2006 US391               | 22 ottobre 2006   | CSS                          |
| 702927 | 2006 UK395               | 19 ottobre 2006   | Spacewatch                   |
| 702928 | 2006 VW4                 | 10 novembre 2006  | Spacewatch                   |
| 702929 | 2006 VG11                | 20 ottobre 2006   | Spacewatch                   |
| 702930 | 2006 VH31                | 30 settembre 2006 | Mount Lemmon Survey          |
| 702931 | 2006 VT39                | 1 novembre 2006   | Spacewatch                   |
| 702932 | 2006 VN40                | 12 ottobre 2006   | Spacewatch                   |
| 702933 | 2006 VK47                | 9 novembre 2006   | Spacewatch                   |
| 702934 | 2006 VD57                | 21 ottobre 2006   | Mount Lemmon Survey          |
| 702935 | 2006 VN59                | 21 ottobre 2006   | Mount Lemmon Survey          |
| 702936 | 2006 VN66                | 11 novembre 2006  | CSS                          |
| 702937 | 2006 VP72                | 28 ottobre 2006   | Mount Lemmon Survey          |
| 702938 | 2006 VO74                | 11 novembre 2006  | Mount Lemmon Survey          |
| 702939 | 2006 VY78                | 12 novembre 2006  | Mount Lemmon Survey          |
| 702940 | 2006 VC82                | 13 novembre 2006  | Spacewatch                   |
| 702941 | 2006 VY87                | 14 novembre 2006  | Mount Lemmon Survey          |
| 702942 | 2006 VA93                | 23 ottobre 2006   | Mount Lemmon Survey          |
| 702943 | 2006 VS95                | 31 ottobre 2006   | Spacewatch                   |
| 702944 | 2006 VM97                | 11 novembre 2006  | Spacewatch                   |
| 702945 | 2006 VF100               | 18 settembre 2006 | CSS                          |
| 702946 | 2006 VH100               | 21 ottobre 2006   | Mount Lemmon Survey          |
| 702947 | 2006 VJ118               | 28 settembre 2006 | Mount Lemmon Survey          |
| 702948 | 2006 VM122               | 14 novembre 2006  | Spacewatch                   |
| 702949 | 2006 VO126               | 20 ottobre 2006   | Spacewatch                   |
| 702950 | 2006 VQ132               | 15 novembre 2006  | Spacewatch                   |
| 702951 | 2006 VV148               | 27 settembre 2006 | Mount Lemmon Survey          |
| 702952 | 2006 VG154               | 17 ottobre 2006   | Spacewatch                   |
| 702953 | 2006 VO173               | 12 novembre 2006  | Mount Lemmon Survey          |
| 702954 | 2006 VP177               | 18 novembre 2006  | Mount Lemmon Survey          |
| 702955 | 2006 VU177               | 20 ottobre 2012   | Spacewatch                   |
| 702956 | 2006 VD180               | 12 novembre 2006  | Mount Lemmon Survey          |
| 702957 | 2006 VZ180               | 26 giugno 2015    | Pan-STARRS                   |
| 702958 | 2006 VP182               | 15 novembre 2006  | Mount Lemmon Survey          |
| 702959 | 2006 VH186               | 12 novembre 2006  | Mount Lemmon Survey          |
| 702960 | 2006 WQ                  | 16 novembre 2006  | Spacewatch                   |
| 702961 | 2006 WZ                  | 18 novembre 2006  | J.-C. Merlin                 |
| 702962 | 2006 WH6                 | 16 novembre 2006  | Spacewatch                   |
| 702963 | 2006 WZ9                 | 16 novembre 2006  | Mount Lemmon Survey          |
| 702964 | 2006 WJ13                | 16 novembre 2006  | Mount Lemmon Survey          |
| 702965 | 2006 WG22                | 17 novembre 2006  | Mount Lemmon Survey          |
| 702966 | 2006 WC32                | 4 ottobre 2006    | Mount Lemmon Survey          |
| 702967 | 2006 WC35                | 28 settembre 2006 | Mount Lemmon Survey          |
| 702968 | 2006 WK35                | 16 novembre 2006  | Spacewatch                   |
| 702969 | 2006 WA42                | 1 settembre 2010  | Mount Lemmon Survey          |
| 702970 | 2006 WH46                | 16 novembre 2006  | Spacewatch                   |
| 702971 | 2006 WJ52                | 16 novembre 2006  | Spacewatch                   |
| 702972 | 2006 WN54                | 16 novembre 2006  | Spacewatch                   |
| 702973 | 2006 WJ68                | 17 novembre 2006  | Mount Lemmon Survey          |
| 702974 | 2006 WC72                | 27 settembre 2006 | Mount Lemmon Survey          |
| 702975 | 2006 WU76                | 18 novembre 2006  | Spacewatch                   |
| 702976 | 2006 WD86                | 18 novembre 2006  | Spacewatch                   |
| 702977 | 2006 WC92                | 4 ottobre 2006    | Mount Lemmon Survey          |
| 702978 | 2006 WY92                | 19 novembre 2006  | Spacewatch                   |
| 702979 | 2006 WF93                | 19 novembre 2006  | Spacewatch                   |
| 702980 | 2006 WB95                | 11 novembre 2006  | Spacewatch                   |
| 702981 | 2006 WW96                | 19 novembre 2006  | Spacewatch                   |
| 702982 | 2006 WV102               | 19 novembre 2006  | Spacewatch                   |
| 702983 | 2006 WG106               | 11 novembre 2006  | Spacewatch                   |
| 702984 | 2006 WC107               | 21 luglio 2006    | Mount Lemmon Survey          |
| 702985 | 2006 WL122               | 21 novembre 2006  | Mount Lemmon Survey          |
| 702986 | 2006 WH135               | 18 novembre 2006  | Mount Lemmon Survey          |
| 702987 | 2006 WN135               | 18 novembre 2006  | Mount Lemmon Survey          |
| 702988 | 2006 WD151               | 16 ottobre 2006   | Spacewatch                   |
| 702989 | 2006 WC155               | 28 settembre 2006 | Mount Lemmon Survey          |
| 702990 | 2006 WZ157               | 22 novembre 2006  | Spacewatch                   |
| 702991 | 2006 WE166               | 23 novembre 2006  | Spacewatch                   |
| 702992 | 2006 WM174               | 23 novembre 2006  | Spacewatch                   |
| 702993 | 2006 WP175               | 23 novembre 2006  | Mount Lemmon Survey          |
| 702994 | 2006 WD209               | 21 novembre 2006  | Mount Lemmon Survey          |
| 702995 | 2006 WD210               | 8 settembre 2011  | Spacewatch                   |
| 702996 | 2006 WK210               | 25 novembre 2006  | Mount Lemmon Survey          |
| 702997 | 2006 WG213               | 14 settembre 2013 | Mount Lemmon Survey          |
| 702998 | 2006 WA217               | 28 settembre 2006 | CSS                          |
| 702999 | 2006 WH217               | 17 novembre 2006  | CSS                          |
| 703000 | 2006 WW217               | 7 giugno 2011     | Mount Lemmon Survey          |